# Irski terijer
Irski terijer je pas podrijetlom iz Irske iz skupine terijera.

## Opis
Irski terijer je srednje veliki pas veličine oko 50 cm, težine od 11 do 15 kg. Prosječnog životnog vijeka od 13 do 14 godina. Aktivni su psi puni hrabrosti i energije, ali ne i hiperaktivi. Rep mu je obično usidren ubrzo nakon rođenja do otprilike dvije trećine izvorne dužine. Kod izložbi pasa rep bi trebao biti prilično visoko. Uši su male i preklopiti prema naprijed samo iznad razine lubanje. Boje je riđe, zlatno-riđe i žutosmeđe.  U prošlosti su bili kućni čuvari i lovci na štakore i druge glodavce, a i danas su sposobni uhvatiti male životinje. Karakteristike ga čine odličnim psom čuvarom, društvenim i obiteljskim ljubimcem. Dobro obučeni irski terijeri može biti vrlo dobar sportski pas. U susretu s drugim psima može biti dominantan i agresivan, pa čak se i potući.
Do 1880. bili su četvrta najpopularnija pasmina u Irskoj i Velikoj Britaniji. Zanimljivost je da ih je Britanska vojska u Prvom svjetskom ratu koristila kao kurire.

## Fotogalerija
- Irski terijer
- Irski terijer
- Irski terijer
- U vještim skokovima
- Irski terijer oko 1915
- Irski terijer
- Mladi irski terijer

## Vanjske poveznice
- Irski terijeri zajednica
- American Kennel Club